# 3721-es busz
A 3721-es jelzésű autóbuszvonal Miskolc, Halmaj és Felsődobsza között húzódó helyközi vonal, amelyet a Volánbusz Zrt. üzemeltet.

## Útvonala
A miskolci autóbusz-állomásról indul. A 3-as főúton indul el Szikszó irányába a Zsolcai kapun keresztül. A Gömöri felüljárón, a miskolci Volán- és MVK-telep szomszédságában közlekedik, eközben a Sajó folyót keresztezi, illetve több bevásárlóközpont mellett vezet útja. Az M30-as autópálya alatt átmegy, majd elhagyja a megyeszékhelyet.
Északkeleti irányban elhalad a felsőzsolcai ipari park közelében, illetve hosszú egyenesen át ér első településére, Szikszóra. A Hell üzemei mentén a városi gimnáziumnál a központba hajt, a legnagyobb forgalmat lebonyolító Táncsics utcai megállóban ágazik el a szikszói kórház felé, mint ahogy a 3710-es buszok Szikszóig közlekedő járatai. Tovább a főúton Encs felé a szomszédos község Aszaló. A települést a főút keresztezi, azonban az áthaladó járatok nagyobbik része nem fedi le a keleti részében élőket, az állomáson túl lakókat, naponta 2 járat kitérést tesz ide is. Nemsokkal később a halmaji csomópontban elhagyja a főutat, csatlakozást biztosít vonatra a falu vasútállomásán. Halmajt nyugat-kelet irányban az autóbuszvonal, észak-déli irányban pedig a Bársonyos-patak vágja ketté. Ezt követi a szomszédos Kiskinizs, majd a Hernád folyó partján a 4 összenőtt település: Hernádkércs központjából kitérés szinte minden alkalommal történik az imént említett Kiskinizs "párjára", Nagykinizsre, és a tömegközlekedésileg zsákfalu Szentistvánbaksára is.
A vonal 33. kilométerén a vonal végállomására, Felsődobszára érkezik. A községben terül el a felsődobszai vízerőmű, azonban addig nem közlekedik el, hanem a 3703-as mellékút mentén a községháza, illetve a helyi ABC melletti buszfordulóban végállomásozik. Egyes források szerint a vízerőmű irányába folytatódó utcában is volt egy megálló, a fordulón túl. Az Abaújszántó felé vezető úton menetrend szerinti autóbusz nem közlekedik.

## Közlekedése
Indításai minden nap történnek, a megyeszékhely és Felsődobsza között ingázva, legtöbbször Szentistvánbaksát is útvonalára fűzve. Iskolai napokon egy járatpár Szikszó és Felsődobsza között közlekedik. A Hernád menti településeket azonos úton a 3829-es buszok szolgálják ki, szintén többször vasúti kapcsolatot adva.
Az alábbi helyeken kínál csatlakozást:
- Halmaj vasútállomás – vasúti csatlakozás Miskolc és Hidasnémeti felé/felől (Felsőzsolca–Hidasnémeti-vasútvonal).

### Törzsjárművei
- az SSM-533 rendszámú Credo Econell 12 autóbusz.
- az SSM-535 rendszámú Credo Econell 12 autóbusz.

| Viszonylat                                     | Indításszám | Közlekedési rend     |
| ---------------------------------------------- | ----------- | -------------------- |
| Miskolc, aut. áll. – Felsődobsza, aut. ford.   | 6 pár       | munkanapokon         |
| Miskolc, aut. áll. – Felsődobsza, aut. ford.   | 5 pár       | szabadnapokon        |
| Miskolc, aut. áll. – Felsődobsza, aut. ford.   | 4 pár       | munkaszüneti napokon |
| Szikszó, Táncsics u. – Felsődobsza, aut. ford. | 1 pár       | tanítási napokon     |

## Megállóhelyei
| 0                                       | Miskolc, autóbusz-állomás végállomás        | 0.0 km  | 1, 1G, 3, 3A, 4, 7, 11, 12G, 20, 20A, 24, 28, 32, 34G, 35, 43, 44, 45, 101B, 900, 914, 935 1050, 1053, 1369, 1370, 1372, 1373, 1374, 1375, 1376, 1377, 1380, 1381, 1383, 1384, 1410, 1411 3700, 3701, 3702, 3703, 3704, 3705, 3706, 3707, 3708, 3709, 3710, 3711, 3712, 3714, 3715, 3716, 3717, 3718, 3719, 3720, 3722, 3723, 3724, 3726, 3727, 3728, 3729, 3730, 3731, 3733, 3734, 3735, 3736, 3737, 3738, 3739, 3740, 3741, 3742, 3743, 3744, 3745, 3746, 3747, 3748, 3749, 3750, 3751, 3752, 3753, 3754, 3755, 3757, 3760, 3761, 3764, 3765, 3766, 3767, 3770, 3772, 3773, 3774, 3775, 3776, 3777, 4019 |
| 1                                       | Miskolc, Baross Gábor utca                  | 1.5 km  | 7, 8 3706, 3710, 3712, 3715, 3716, 3717, 3718, 3719, 3720, 3722, 3723, 3724, 3726, 3727, 3728, 3729, 3730, 3731, 3733, 3734, 3735, 3736, 3737 |
| 2                                       | Miskolc, Szondi György utca                 | 2.0 km  | 1, 1G, 3A, 7, 8, 12G, 14G, 20, 21, 21G, 30, 31, 32, 34G, 35, 35G, 101B, 900, 901, 935, Auchan 1 3706, 3710, 3712, 3715, 3716, 3717, 3718, 3719, 3720, 3722, 3723, 3724, 3726, 3727, 3728, 3729, 3730, 3731, 3733, 3734, 3735, 3736, 3737 |
| 3                                       | Miskolc, Fonoda utca                        | 2.3 km  | 7 3706, 3710, 3712, 3715, 3716, 3717, 3718, 3719, 3720, 3722, 3723, 3724, 3726, 3727, 3728, 3729, 3730, 3731, 3733, 3734, 3735, 3736, 3737 |
| 4                                       | Miskolc, Metro áruház                       | 3.3 km  | 7 3706, 3710, 3712, 3715, 3716, 3717, 3718, 3719, 3720, 3722, 3723, 3724, 3726, 3727, 3728, 3729, 3730, 3731, 3733, 3734, 3735, 3736, 3737 |
| 5                                       | Miskolc, Auchan áruház                      | 3.8 km  | 7, Auchan 1 3706, 3710, 3712, 3715, 3716, 3717, 3718, 3719, 3720, 3722, 3723, 3724, 3726, 3727, 3728, 3729, 3730, 3731, 3733, 3734, 3735, 3736, 3737 |
| 6                                       | Felsőzsolca, ipari park bejárati út         | 7.5 km  | 3710, 3712, 3715, 3716, 3717, 3718, 3719, 3720, 3722, 3723, 3728 |
| 7                                       | 3-as számú út, 186-os kilométer             | 8.2 km  | 3710, 3712, 3715, 3716, 3717, 3718, 3719, 3720, 3722, 3723, 3728 |
| 8                                       | Szikszó, Turul                              | 11.2 km | 3710, 3712, 3715, 3716, 3717, 3718, 3719, 3720, 3722, 3723, 3728 |
| 9                                       | Ongaújfalui elágazás                        | 12.9 km | 3710, 3712, 3715, 3716, 3717, 3718, 3719, 3720, 3722, 3723, 3728 |
| 10                                      | Szikszó, Hell Energy Kft.                   | 14.1 km | 3710, 3712, 3715, 3716, 3717, 3718, 3719, 3720, 3722, 3723, 3728 |
| 11                                      | Szikszó, Miskolci utca 83.                  | 15.5 km | 3710, 3712, 3715, 3716, 3717, 3718, 3719, 3720, 3722, 3723, 3728 |
| 12                                      | Szikszó, gimnázium                          | 16.2 km | 3710, 3712, 3715, 3716, 3717, 3718, 3719, 3720, 3722, 3723, 3728 |
| 13                                      | Szikszó, Rákóczi út Penny                   | 16.9 km | 3710, 3712, 3715, 3716, 3717, 3718, 3719, 3720, 3722, 3723, 3728 |
| 14                                      | Szikszó, Táncsics utca vonalközi végállomás | 17.2 km | 3710, 3712, 3713, 3715, 3716, 3717, 3718, 3719, 3720, 3722, 3723, 3728 |
| ∫                                       | Szikszó, Rákóczi út Penny                   | ∫       | 3710, 3712, 3715, 3716, 3717, 3718, 3719, 3720, 3722, 3723, 3728 |
| 15                                      | Szikszó, kórház                             | 18.5 km | 3710, 3715, 3716, 3719, 3720, 3722, 3723, 3728 |
| 16                                      | Aszaló, bejárati út                         | 21.0 km | 3715, 3716, 3719, 3720, 3722, 3723, 3728 |
| Naponta 2 alkalommal érintett.          |                                             |         | |
| ∫                                       | Aszaló, Kossuth utca                        | ∫       | 3715, 3716, 3719, 3720, 3722 személyvonat – Aszaló [90.] |
| ∫                                       | Aszaló, községháza                          | ∫       | 3715, 3716, 3719, 3720, 3722 |
| ∫                                       | Aszaló, Kossuth utca                        | ∫       | 3715, 3716, 3719, 3720, 3722 személyvonat – Aszaló [90.] |
| 16                                      | Aszaló, bejárati út                         | 21.0 km | 3715, 3716, 3719, 3720, 3722, 3723, 3728 |
| 17                                      | Halmaji elágazás                            | 24.8 km | 3716, 3719, 3720, 3722, 3723, 3728, 3829, 3830 |
| 18                                      | Halmaj vasútállomás                         | 26.0 km | 3716, 3719, 3720, 3722, 3723, 3728, 3829, 3830 IC, személyvonat – Halmaj [90.] |
| 19                                      | Halmaj, iskola                              | 27.1 km | 3829 |
| 20                                      | Kiskinizs, autóbusz-váróterem               | 29.4 km | 3829 |
| 21                                      | Hernádkércs, sporttelep                     | 30.8 km | 3829 |
| Munkanapokon 1 alkalommal nem érintett. |                                             |         | |
| 22                                      | Nagykinizs, autóbusz-váróterem              | 31.6 km | 3829 |
| 23                                      | Nagykinizs, bejárati út                     | 31.9 km | 3829 |
| 24                                      | Szentistvánbaksa, Petőfi utca 2.            | 32.7 km | 3829 |
| 25                                      | Szentistvánbaksa, autóbusz-váróterem        | 33.2 km | 3829 |
| 26                                      | Szentistvánbaksa, Petőfi utca 2.            | 33.7 km | 3829 |
| 27                                      | Nagykinizs, bejárati út                     | 34.5 km | 3829 |
| 28                                      | Nagykinizs, autóbusz-váróterem              | 34.8 km | 3829 |
| 29                                      | Hernádkércs, sporttelep                     | 35.6 km | 3829 |
| 30                                      | Hernádkércs, vegyesbolt                     | 36.2 km | 3829 |
| 31                                      | Hernádkércs, tsz telep                      | 36.8 km | 3829 |
| 32                                      | Felsődobsza, Kossuth utca 94.               | 37.8 km | 3829 |
| 33                                      | Felsődobsza, óvoda                          | 38.3 km | 3829 |
| 34                                      | Felsődobsza, autóbusz-forduló végállomás    | 38.7 km | 3829 |